# دیوید کاروسو
دیوید کاروسو (انگلیسی: David Caruso؛ زاده ۷ ژانویهٔ ۱۹۵۶) هنرپیشه اهل ایالات متحده آمریکا است. وی از سال ۱۹۷۸ میلادی تاکنون مشغول فعالیت بوده‌است.
از فیلم‌هایی که وی در آن نقش داشته‌است، می‌توان به اولین خون، دلیل زندگی، سرشماری و هادسون هاوک اشاره کرد.